# Kawanishi K6K
Kawanishi K6K (яп. １１試水上中間練習機, Учебный экспериментальный гидросамолёт повышенной подготовки морской) — проект учебного самолета Императорского флота Японии периода 1930-х годов.

## История создания
В 1937 году командование Императорского флота Японии сформулировало технические требования 11-Си и объявило конкурс на разработку самолёта повышенной подготовки. В конкурсе приняли участие фирмы фирмы Kawanishi, Mitsubishi и Watanabe, чьи проекты получили обозначение K6K, K6M и K6W соответственно. Командованием было заказано три K6K, первая из этих машин поднялась в воздух 30 апреля 1938 года и под обозначением K6K1 была доставлена на базу ВМФ для испытаний. Испытания самолёта показали его плохие посадочные характеристики и военные от него отказались. В январе 1940 года на испытания был представлен модернизированный самолёт но и он не вызвал интерес у заказчика.

## Конструкция
Самолет фирмы Kawanishi — одностоечный биплан смешанной конструкции, был оснащен двигателем воздушного охлаждения Nakajima Kotobuki 2 Kai 1 мощностью 460 л. с.

## ТТХ

### Технические характеристики
- Экипаж: 2
- Длина: 9,30 м
- Размах крыла: 12,20 м
- Высота: 4,00 м
- Площадь крыла: 30,00 м²
- Профиль крыла:
- Масса пустого: 1 300 кг
- Масса снаряженного:
- Нормальная взлетная масса: 1 800 кг
- Двигатель Nakajima Kotobuki 2 Kai 1
- Мощность: 1 x 460 л.с.[1]

### Лётные характеристики
- Максимальная скорость: 232 км/ч
  - у земли:
  - на высоте м:
- Крейсерская скорость: 160 км/ч
- Продолжительность полёта: 6 ч.
- Практический потолок:
- Скороподъёмность:
- Нагрузка на крыло: кг/м²[1]

Даны характеристики модификации K6K1.